# Лосьон (группа)
«ЛосьО́н» — российская рок-группа. Стилистика в разные времена варьировалась: панк-рок, коммерчески-ориентированная музыка, альтернативный рок, хэви-метал.

## История

### Ранний период
История коллектива началась с того, что экс-участник группы «Факкил» бас-гитарист Олег Сафонов присоединился к группе барабанщика Александра Силина. На ритм-гитаре играл Александр (Конфурик) Волков. На соло-гитару был утверждён друг Олега, коллега по бывшим группам, Александр (Киллмастер) Мазуркевич. Вокалистом стал Руслан Борисов. Концепция группы была проста — «тяжесть, скорость, наглость».
Днём рождения группы считается 4 апреля 1994 года, когда в доме пионеров района Братеево
состоялась концерт-акция «Эпидемия кровопролития». Концерт снимало местное ТВ. В шоу использовался реквизит в виде виселиц и чучел, набитых кетчупом. В эротическом шоу были задействованы 3 местные красотки и тазик
с водой, в котором они изображали из себя русалок. В результате произошёл аншлаг, дебош в партере,
раздевание женской аудитории в зале, а организаторы концерта чуть не лишились работы.
Далее последовало около года вялого существования, редких концертов и самиздатовских записей, в результате чего группу покидают А. Волков и Р. Борисов.
Группа знакомится с Вадимом Степанцовым, он предлагает свою помощь в виде текстов и вокала.
Начинается работа над материалом. Олег засел за гитару и выдавал в день по нескольку мелодий на каждый текст.
В этот период погиб Александр Мазуркевич. Причина не была раскрыта милицией.
На альбом со Степанцовым вошла его версия песни «Урки».
В студии «Мегасаунд» находятся новые гитаристы — Сергей (Макс) Максимов и Владислав (Вампир) Бугаков. В
состав также прочно влился баянист-народник Павел Бударин. Он был выцеплен из перехода в метро и привнёс в группу «некую залихватность и лиричность».
Благодаря Степанцову последовали частые концерты — от престижных клубов типа «Манхэттен» до гастролей в глубинке,
запись на студии и съемки в различных телепередачах.
В 1995 году выходит альбом «Урки правят миром» . Чуть позже группа выпускает второй диск под названием «Попутчик в ад, ирокез и пулемет»
1996 г., студия «Мегасаунд»).
В первом альбоме все вокальные партии спел Вадим Степанцов, а подпевки исполнял Олег Сафонов. 

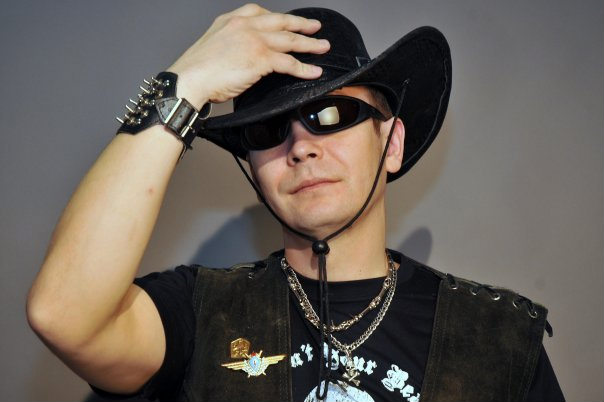
Олег Сафонов

Во втором пол-альбома спел ненадолго вернувшийся в группу Саша Конфурик, оставшуюся часть альбома допевал Олег, что практически незаметно, поскольку голоса у обоих были малоразличимы.
Музыкальную стилистику той поры можно охарактеризовать так: тяжёлый панк-рок’н’рол с русскими-народными мотивами и стёбными текстами.
Оба альбома записаны «по-панковски», в стиле своего времени — характерные мелодика и драйв при качестве звука ниже среднего.

### 1997—2007 гг.
В 1997 году Вадим Степанцов знакомит «ЛосьОн» с соратником по «Ордену Куртуазных Маньеристов» Константэном Григорьевым.
Бывший участник дуэта «Бахыт-Компот» произвел на панк-рокеров неизгладимое впечатление своими идеями и хитростью. Григорьев оказался очень плодовит — имея дома волшебный чемоданчик, он раз за разом вываливал на Сафонова гору самопальных записей и рукописей. В целом, по словам музыкантов, с Григорьевым было легче работать, чем с Вадимом Степанцовым: он охотно давал переделывать свои тексты, легко переделывал тексты «Лосей», был щедр в идеях. С его помощью от беспредельных, бесшабашных песен «ЛосьОн» перебирается на более высокую ступень в музыке, где присутствуют мелодии, самоирония, хотя местами и теряется тяжесть и драйв.

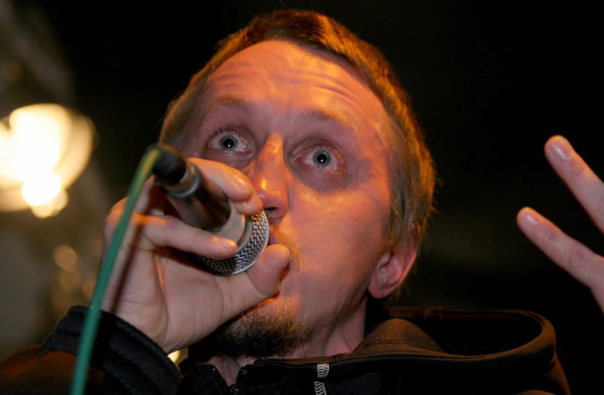
Антон Грачёв

«ЛосьОн» участвует в фестивале «Рок-десант на Мальту», поёт в группе в это время Екатерина Бочарова (экс-«Девчата»).
С 1998 года вокалистом становится Антон Грачёв, бывший участник группы «Джест».
В коллективе Антон прижился легко, от предыдущих вокалистов выгодно отличался повышенной прыгучестью, сообразительностью и фотогеничностью. Привнёс группе сценическую завершенность и своеобразный шарм. В этот период за клавишами стояли Дмитрий Иванов («Эпидемия») и Валерий Царьков (коллектив Сергея Пенкина). В это время появилась песня «Секс, выпивка, рокенрол», суперхит, который сейчас с неизменным успехом исполняет группа Э. С. Т.
Записываются альбомы «Женюсь!» и «Деревянное Пальто», после чего из группы уходит Олег Сафонов и начинает собирать участников в свой сольный проект «Слэнг».
Новый коллектив собрался достаточно быстро и представлял собой друзей: С.Тишин (лидер группы «Москва-Река», известный под псевдонимом «Артист»), гитарист А. Кучеренко, О. Сафонов (бас), А. Силин (ударные).
В итоге старый «лосьон» разбегается, и Олег с компанией возвращает новому коллективу старое название.
В группу возвращается «Вампир» Бугаков, и в свет выходит новый альбом «Отчего мне так светло». В альбом также вошли 2 песни А. О’Шеннона. Ключевыми хитами считаются «Танцы» и «Старый клён».
Александре Пахмутовой лично демонстрировался кавер на это произведение. Силин ездил к ней домой и за чашкой чая представлял новую версию песни, попутно описывая положение в группе.
Рок-версия настолько понравилась, что госпожа Пахмутова отдала все права на выпуск без денежных компенсаций.
Альбом получился самым коммерчески-ориентированным, от «панка» осталось крайне мало, это был скорее мелодичный гитарный рок с большим влиянием брит-попа.
За эти годы группа активно концертирует, участвует в фестивале «Нашествие» 2001, множестве разных байк-шоу.

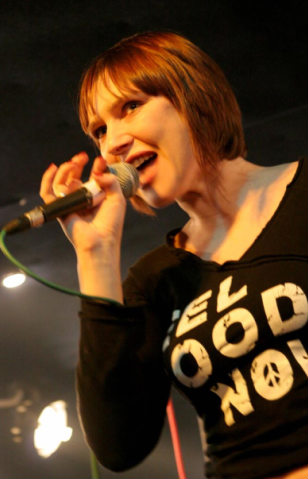
Наталья Верещагина

В 2006 году «Лосьон» записывает один из своих лучших альбомов под названием «Антипорно». Вместо выбывшего из коллектива «Артиста»
Тишина вокальные партии на альбоме записывает Наталья (Натали Де Бланж) Верещагина. Альбом был тепло воспринят критиками — на фоне жестких гитар пронзительно-экспрессивный вокал Натали прижился весьма в тему. Сыграл свою роль отличный аранжимент А. Кучеренко.
«Брит-поп» исчез, музыка стала проще, мощнее и мелодичнее. В «Антипорно» содержится наибольшее количество хитов — «Миллион», «Джек Пот», «Герои»,
«Киборги», «Колян», и другие полюбившиеся народу шлягеры.

### 2007—2008 гг.
Обкатав новый альбом на публике и отметив 12ти-летие, группа в очередной раз изменяет состав:
Антон Грачев — вокал; Сафонов Олег — тексты, бас-гитара; Костин Дмитрий — барабаны; Пашан Корнеплод Корнеплодыч — гитара, аранжимент;
Полевский Борис Викторович — гитара.
Решив что «драйву надо бы побольше» группа решительно утяжеляется, своевременно решив что количества песен достаточно, а качество надо бы поднять.
Практически год группа тратит на репетиции и создание нового звучания.
Венцом этих усилий явился альбом-трибьют под названием «Спорткостюм» (2009), где песни группы исполнили:
Павел Молчанов (Тайм-Аут), Александр (Чача) Иванов (Наив), Вадим Степанцов (Бахыт-Компот),
Жан Сагадеев (Э.С.Т.), Сергей (Паук) Троицкий (Коррозия Металла), Дмитрий Спирин (Тараканы), Валерий Скородед (Монгол Шуудан), Юрий Архипенко (Хроника),
Сергей Введенский (Бирменгейм), Павел Авдонин (Bottle Up&Go), Дмитрий Судзиловский (Тринадцатое Созвездие), Александр Корсунский
(Шерхан), Алексей Абрамов (Rek-Tek).

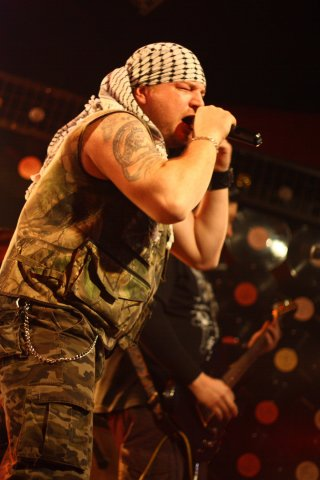
Владислав Корнилов

Потяжелев, группа снова меняет состав. На ударные приглашается замечательный барабанщик Артём Асланов, известный по
сессионной игре с разными коллективами (PerunЪ, Куприянов). Вокалистом становится Владислав Корнилов, вследствие чего
вокал становится почти экстремальным. В составе впервые за всю историю появляется духовой инструмент — саксофон (Сергей Данилин (PerunЪ), что нисколько не портит общую брутальность нового саунда.

## Состав в настоящее время
Владислав Корнилов — вокал (так же «The Different People», сольная клубная деательность, ex: «Сплав», «Blak Angel», «The Turtels», 'Mad Butcher", «Corner stone», «Crazy Train», «The Rats»)

Олег Сафонов — бас, бэк-вокал (ex: «Факкил», «Омут», «Rek-Tek»)

Борис Полевский — гитара, бэк-вокал (ex: «Реаниматор», «Psycho family», «Pale sun», 'Bottle up & go")

Сергей Данилин — саксофон, бэк-вокал

Артём Асланов — ударные (также гр. «Куприянов», «Bottle up & go», «T.D.P», ex: «Triphead», «Движущиеся Тротуары / Полярный Экспресс», «Decayed Core», «PERUNЪ», «Т. Н. Н.», «B.A.R.D.O.», «Corner Stone», «F.T.S.», «Psycho Family»

## Дискография
- Урки правят миром, совместно с В.Степанцовым (1995)
- Попутчик в ад, ирокез и пулемёт (1996)
- Женюсь! (1998)
- Деревянное пальто (2000)
- Отчего мне так светло (2003)
- Антипорно (2006)
- Спорткостюм (2009)

## Панк-вирус в России” О. Аксютина [1999].
- ОФИЦИАЛЬНЫЙ САЙТ (недоступная ссылка)
- Страница группы
- Страница группы «Лосьон» на проекте РОК-ГЕРОЙ (недоступная ссылка)

## Видео
- Танцы  (недоступная ссылка)
- Секс, выпивка, рокенрол
- Миллион live
- Старый клён live
- Шоппинг live